# Irina Kalinina
Irina Kalinina (russisk: Ири́на Па́вловна Кали́нина) (født 20. oktober 1936 i Pjatigorsk i Sovjetunionen, død 10. oktober 1991) var en sovjetisk filminstruktør.

## Filmografi
- Vospominanija o Pavlovske (Воспоминания о Павловске, 1984)[1][2]